# Izidor Kordič
Izidor Kordič, slovenski športni komentator in nogometaš, * 10. marec 1993, Novo mesto.
Kordič je bil nogometaš NK Kolpa v tretji slovenski nogometni ligi. Igral je na položaju vratarja. Svoj čas je igral tudi za NK Bela krajina v drugi slovenski ligi.
Svojo komentatorsko kariero je začel avgusta 2013 na Sportklubu. Je specializiran za komentiranje nogometnih tekem.